# Không lối thoát (phim truyền hình)
Không lối thoát là một bộ phim truyền hình được thực hiện bởi Hãng phim Xuân Phước do Xuân Phước làm đạo diễn. Phim phát sóng vào lúc 20h00 từ thứ 2 đến thứ 7 hàng tuần bắt đầu từ ngày 4 tháng 11 năm 2019 và kết thúc vào ngày 25 tháng 12 năm 2019 trên kênh THVL1.
Tại thời điểm phát sóng, bộ phim đã đứng đầu bảng xếp hạng top 10 các chương trình có nhiều người xem nhất tại khu vực Thành phố Hồ Chí Minh và Cần Thơ, đồng thời là phim Việt Nam được xem nhiều nhất trên nền tảng THVLi.

## Nội dung
Không lối thoát xoay quanh Minh (Lương Thế Thành) – chàng bác sĩ ngoại khoa tuổi trẻ tài cao đã để lại ấn tượng đặc biệt đối với Giáo sư Khang (Nguyễn Sanh), hiện đang là Giám đốc bệnh viện Á Châu, một bệnh viện tư nhân quy mô lớn có tiếng trong thành phố.

## Diễn viên
- Công Ninh trong vai Ông Tư
- Trịnh Kim Chi trong vai Bà Tư
- Nguyễn Sanh trong vai Ông Khang
- Lương Thế Thành trong vai Minh[8]
- Lê Bê La trong vai Việt Linh[9]
- Trí Quang trong vai Hào
- Thiên Hương trong vai Bà Phương
- Bích Trâm trong vai Uyển Lan
- Quách Cung Phong trong vai Khiêm
- Lê Huỳnh trong vai Hùng Chó Lửa
- Mỹ Linh trong vai Mai Anh
- Lucy Như Thảo trong vai Tuyết
- Liên Bỉnh Phát trong vai Bảy Niễng
- Phương Dung trong vai Bà Tám

Cùng một số diễn viên khác....

## Ca khúc trong phim
Bài hát trong phim là ca khúc "Không lối thoát" do Kỳ Nam sáng tác và Alex Lưu thể hiện.